# Fritz Machlup
Fritz Machlup (Wiener Neustadt, 15 dicembre 1902 – Princeton, 30 gennaio 1983) è stato un economista austriaco, avente doppia nazionalità statunitense, è stato esponente della scuola austriaca, famoso per esser stato uno dei primi ad analizzare la conoscenza come una risorsa economica.
Nato a Wiener Neustadt in Austria, come figlio di un fabbricante d'imballaggi di cartone. Dal 1920 studiò economia all'Università di Vienna. I suoi insegnanti furono: Friedrich von Wieser e Ludwig von Mises. Nel 1923 espose una ricerca teorica sulla valuta aurea. Machlup ottenne nel 1933 la borsa di studio Rockefeller per gli USA e nel 1935 ebbe la cattedra all'Università di Buffalo. Nel 1933 lasciò il paese natale a causa dell'ascesa del nazismo per trasferirsi negli Stati Uniti, dove ottenne la cittadinanza nel 1940. Il lavoro fondamentale di Machlup fu The Production and Distribution of Knowledge in the United States (1962), dove troviamo le basi per il concetto di società dell'informazione, concetto che lo rese popolare. Prima di morire completò il terzo volume, di una serie che doveva essere composta da dieci volumi, e intitolata Knowledge: Its Creation, Distribution, and Economic Significance.
Ha insegnato presso: University of Buffalo (1935–47), alla Johns Hopkins University a Baltimora (1947–59) e alla Princeton University (1960–83). Tra i suoi maestri, conosciuti durante il periodo viennese, figurano due importanti economisti austriaci, quali Ludwig von Mises e Friedrich von Wieser, a sottolineare l'influenza che la scuola austriaca ha avuto sul pensiero machlupiano.

## Opere
- Die Goldkernwährung, 1925
- The Stock Market, Credit and Capital Formation, 1931
- The Liquidity of Short-Term Capital, 1932
- A Note on Fixed Costs, 1934
- Professor Knight and the Period of Production, 1935
- The Commonsense of the Elasticity of Substitution, 1935
- The Rate of Interest as Cost Factor and as a Capitalization Factor, 1935
- Why Bother with Methodology?, 1936
- On the Meaning of Marginal Product, 1937
- Monopoly and Competition: A clarification of market positions, 1937
- Evaluation of Practical Significance of the Theory of Monopolistic Competition, 1939
- Period Analysis and Multiplier Theory, 1939
- The Theory of Foreign Exchange, 1939-40
- Eight Questions on Gold, 1941
- Forced or Induced Savings: An exploration into its synonyms and homonyms, 1943
- International Trade and the National Income Multiplier, 1943
- Marginal Analysis and Empirical Research, 1946
- A Rejoinder to an Anti-Marginalist, 1947
- Monopolistic Wage Determination as a Part of the General Problem of Monopoly, 1947
- Elasticity Pessimism in International Trade, 1950
- Three Concepts of the Balance of Payments and the So-Called Dollar Shortage, 1950
- Schumpeter's Economic Methodology, 1951
- The Political Economy of Monopoly, 1952
- The Characteristics and Classification of Oligopoly, 1952
- The Economics of Sellers' Competition, 1952
- Dollar Shortage and Disparities in the Growth of Productivity, 1954
- The Problem of Verification in Economics, 1955
- Characteristics and Types of Price Discrimination, 1955
- Relative Prices and Aggregate Spending in the Analysis of Devaluation, 1955
- The Inferiority Complex of the Social Sciences, 1956
- The Terms-of-Trade Effects of Devaluation upon Real Income and the Balance of Trade, 1956
- Professor Hicks' Revision of Demand Theory, 1957
- Disputes, Paradoxes and Dilemmas Concerning Economic Development, 1957
- Equilibrium and Disequilibrium: Misplaced concreteness and disguised politics, 1958
- Can There Be Too Much Research?, 1958
- Structure and Structural Change: Weaselwords and jargon, 1958
- The Optimum Lag of Imitation Behind Innovation, 1958
- Statics and Dynamics: Kaleidoscopic words, 1959
- Micro and Macro-Economics: Contested boundaries and claims of superiority, 1960
- Operational Concepts and Mental Constructs in Model and Theory Formation, 1960
- The Supply of Inventors and Inventions, 1960
- Another View of Cost-Push and Demand-Pull Inflation, 1960
- Are the Social Sciences Really Inferior?, 1961
- The Production and Distribution of Knowledge in the United States, 1962
- Essays in Economic Semantics, 1963
- Why Economists Disagree, 1964
- International Payments, Debts and Gold, 1964
- The Cloakroom Rule of International Reserve Creation and Resources Transfer, 1965
- Adjustment, Compensatory Correction and Financing of Imbalances in International Payments, 1965
- The Need for Monetary Reserves, 1966
- Operationalism and Pure Theory in Economics
- Corporate Management, National Interest and Behavioral Theory, 1967
- Theories of the Firm: Marginalist, behavioral and managerial, 1967
- If Matter Could Talk, 1969
- Liberalism and Choice of Freedoms, 1969
- Eurodollar Creation: A mystery story, 1970
- Homo Oeconomicus and His Class Mates, 1970
- The Universal Bogey, 1972
- Friedrich von Hayek's Contributions to Economics, 1974
- A History of Thought on Economic Integration, 1977